# Antoine Louis
Antoine Louis (13 de febrero de 1723 en Metz-20 de mayo de 1792 en París), fue un cirujano militar y escritor francés.  Fue  autor de numerosas obras, también uno de los autores  contribuyentes a la Enciclopedia de Diderot y de Alembert en artículos sobre cirugía y otros temas médicos, y también uno de los conceptores de la guillotina, llamada  en sus comienzos «louisette» o «louison».

## Biografía
Antoine Louis nació el  13 de febrero de 1723 en Metz y era hijo de un cirujano militar. Fue bautizado en la parroquia San Víctor y su padrino fue Antoine Boyer, un maestro cirujano. Se doctoró en derecho y en medicina en las facultades de París. Sigue la carrera de su padre, que es entonces su primer maestro. En la época de la sangrienta  guerra de sucesión de Austria y a la edad de 21 años, Antoine Louis ya había hecho varias campañas primero en calidad de ayudante, después de cirujano-mayor de regimiento.
Su tesis, De vulneribus Capitis, data de 1749, pero no se sabe si la presentó en la universidad de Halle o en París. El cirujano del hospital de la Charité François Gigot de La Peyronie lo llama. Nombrado ganador de la maestría  por concurso, no se entiende  con los hermanos de la Caridad y vuelve al ejército en el Alto Rin, y posteriormente retorna a París.
Es profesor de fisiología, cirujano en Hospital de La Salpêtrière (donde quiso ser enterrado), dos vez preboste de los cirujanos y dos veces coronado por la academia, de la cual es miembro asociado a los 23 años (1746). Publicó una reforma de la subordinación de los cirujanos a los médicos (1748), un curso de cirugía práctica sobre las heridas por armas de fuego (1746), tomó  una parte preponderante en la redacción de los volúmenes  3º, 4º y 5º  de las memorias de la Academia real de cirugía, después de haber ayudado a Morand a preparar el 2°. Se le llama el perfecto académico, teórico, cirujano de segundo orden, pero este juicio es contencioso: J.L. Faure asegura que su manual operatorio de la hernia estrangulada indica su ingenio. Una carta de Voltaire, exhumada en 1952, lo muestra bastante osado para seccionar dos nervios en un síndrome doloroso de la cara, según consejo de Tronchin, y obtener así la curación del enfermo.
Maestro, consiguió en 1785  asegurar la elección de Desault como cirujano del Hôtel-Dieu de París; tuvo como alumnos, entre otros, a Larrey, Percy, François-Emmanuel Fodéré, que publicó, bajo su influencia, su tratado de medicina legal. En Jacques el fatalista, Diderot lo alaba como cirujano de ejército; además, fue uno de los valiosos redactores de la L'Encyclopedie:  como anatomista, describió ahí la pelvis, las arterias carótidas, el cristalino, el estribo, la glándula parótida, los músculos obturadores; como obstetra, estudió la cesárea y el fórceps; como patólogo, dio una descripción del lupus de la nariz; como terapeuta, redujo las indicaciones de la sangría y estigmatizó sus defectos; cultivó la historia de la cirugía, que era, según él: «El objeto más capaz de captar la aplicación de un alma elevada». Se le  debe la traducción al francés del De Morbis Venereis de Jean Astruc; y, por sus experiencias sobre ovejas, la guillotina preconizada  por el Dr Guillotin, que él modificó, y que estuvo a punto de llamarse la louison (y cuyo objetivo era evitar el sufrimiento del ajusticiado). El Museo de Historia de la Medicina de París (calle de la Escuela de Medicina 12, París 5) conserva un busto de Antoine Louis, atribuido a Houdon.
Antoine Louis fue, por otra parte, inspector general de los hospitales militares del Reino y secretario perpetuo de la Academia de medicina. 
Falleció el 20 de mayo de 1792 en París.

## Obras y publicaciones

Disquisicion médica sobre una consulta sobre la legitimidad de un nacimiento pretendido tardío, 1764.

- Réfutation de l'écrit des médecins, intitulé la subordination des chirurgiens aux médecins, démontrée par la nature des deux professions, & par le bien public (Refutación del escrito de los médicos, con subtítulo la subordinación de los cirujanos a los médicos, demostrada por la naturaleza de las dos profesiones, y por el bien público, 1748, 32 p.[3]
- Addition à l'examen des plaintes des médecins de province, présentées au roy par la Faculté de Médecine de Paris (Addendum al examen de las quejas de los médicos de provincia, presentadas al rey por la Facultad de Medicina de París), 1749, 11 p.[4]
- Éloge de M. Petit (Elogio de M. Petit). Pronunciado en la sesión pública de la Academia real de cirugía. 26 de mayo de 1750, 1750, 2 p.
- Lettres sur la certitude des signes de la mort : où l'on rassure les citoyens de la crainte d'être enterrés vivans : avec des observations [et] des expériences sur les noyés (Cartas sobre la certeza de los signos de la muerte: dónde se tranquiliza a los ciudadanos del temor de ser enterrados vivos: con observaciones y experiencias sobre los ahogados), Michel Lambert (París), 1752, 376 p.[5]
- Lettre sur les maladies vénériennes (Carta sobre las enfermedades venéreas), en la cual se publica la manera de preparar el mercurio cuya más fuerte dosis no estimula la salivación, Michel Lambert (París), 1754, 12 p.[6]
- Mémoire sur une question anatomique relative à la jurisprudence ; dans lequel on établit les principes pour distinguer, à l'inspection d'un corps trouvé pendu, les signes du suicide d'avec ceux de l'assassinat, (Memoria sobre una cuestión anatómica relativa a la jurisprudencia; en la cual se establece los principios para distinguir, en la inspección de un cuerpo expósito colgado, los signos del suicidio  con aquellos del asesinato),  P. G. Cavelier (París), 1763, 54 p. .[7]
- Parallèle des différentes méthodes de traiter la maladie vénérienne (Comparación de los diferentes métodos de tratar la enfermedad venérea), François Changuion (Ámsterdam), 1764, 290 p. .[8]
- Selección de observaciones de anatomía y de cirugía, para servir de base a la teoría de las lesiones de la cabeza por contragolpe, P. G. Cavelier (París), 1766, 270 p. .[9]
- Elogio de M. Bertrandi, miembro asociado extranjero de la Academia real de cirugía, cirujano de Su Majestad el rey de Cerdeña, profesor de Anatomia y de cirugía en la Universidad de Turín,  P. Guillaume Cavelier (París), 1767, 63 p. .[10]
- Dictionnaire de chirurgie (Diccionario de cirugía), comunicado a la Encyclopédie, Saillant y Nyon (París), 1789, 2 volúmenes:

1. tomo primero.[11]
2. tomo segundo.[12]

- Memoria sobre la operación del labio leporino, donde se establece el primer principio del arte de unir las heridas, 69 p.
- Elogios leídos en las sesiones públicas de la Academia real de cirugía de 1750 a 1792, por Antoine Louis, recogidos y publicados por E. Frédéric Dubois (de Amiens), París: Baillière e hijos, 1859[13]

## Títulos y distinciones
- Secretario perpetuo de la Academia real de cirugía (1765-1792).